# Joannisia conisella
Joannisia conisella är en fjärilsart som beskrevs av George Francis Hampson 1926. Joannisia conisella ingår i släktet Joannisia och familjen mott. Inga underarter finns listade i Catalogue of Life.